# Deutsche Einband-Meisterschaft 1987/88

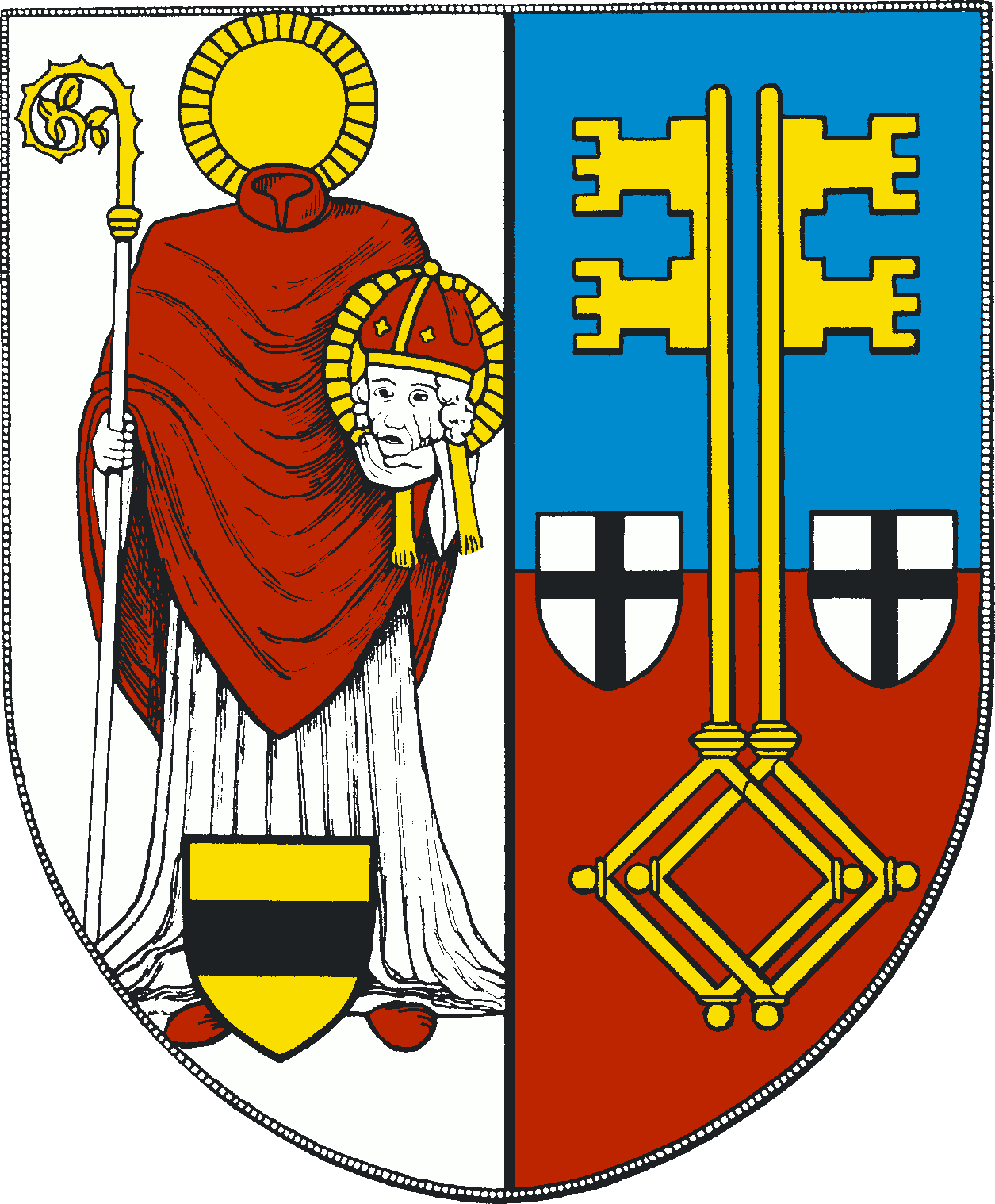
Veranstaltungsort: Krefeld

Die Deutsche Einband-Meisterschaft 1987/88 ist eine Billard-Turnierserie und fand vom 16. bis zum 18. Oktober 1987 in Krefeld zum 34. Mal statt.

## Geschichte
Mit seinem siebten Titel in Folge ist der Germaringer Wolfgang Zenkner deutscher Rekordhalter im Einband. Im Finale besiegte er den viermaligen Meister Günter Siebert mit 150:64 in 14 Aufnahmen. Dritter wurde Dieter Großjung durch einen Sieg gegen seinen Vereinskameraden Thomas Wildförster.

## Modus
Gespielt wurde in den Gruppenspielen bis 100 Punkte oder 20 Aufnahmen. Ab dem Halbfinale bis 150 Punkte ohne Aufnehmenbegrenzung.
Die Endplatzierung ergab sich aus folgenden Kriterien:
1. Matchpunkte
2. Generaldurchschnitt (GD)
3. Bester Einzeldurchschnitt (BED)
4. Höchstserie (HS)

## Teilnehmer (alphabetisch)
1. Wolfgang Zenkner (BSV München), Titelverteidiger
2. Torsten Anders (BSV Velbert)
3. Fabian Blondeel (DBC Bochum)
4. Orhan Erogul (Billard Club Frankfurt 1912)
5. Dieter Großjung (BSV Velbert)
6. Axel Höpken (BG Hamburg)
7. Frank Jungfleisch (BC 1921 Elversberg)
8. Norbert Ohagen (Bfr. Altenessen-Süd)
9. Günter Siebert (1. BSC Marl 58/74)
10. Willi Steinberger (BC Kempten)
11. Thomas Wildförster (BSV Velbert)
12. Christian Zöllner (BC Berolina Berlin)

## Turnierverlauf

### Gruppenphase
| MP    | Match Points (Sieger = 2; Unentschieden = 1; Verlierer = 0) |
| Pkte. | Erzielte Karambolagen                                       |
| Aufn. | Benötigte Versuche                                          |
| GD    | Generaldurchschnitt                                         |
| BED   | Bester Einzeldurchschnitt eines Spielers                    |
| HS    | Höchstserie                                                 |
|       | Bester GD des Turniers                                      |
|       | Bester ED des Turniers                                      |
|       | Beste HS des Turniers                                       |
|       | 1. Platz (Gold)                                             |
|       | 2. Platz (Silber)                                           |
|       | 3. Platz (Bronze)                                           |

| Platz                     | Name             | MP  | Pkte. | Aufn. | GD   | BED   | HS |
| ------------------------- | ---------------- | --- | ----- | ----- | ---- | ----- | -- |
| 1                         | Wolfgang Zenkner | 6:0 | 300   | 35    | 8,57 | 11,11 | 85 |
| 2                         | Günter Siebert   | 4:2 | 269   | 30    | 8,96 | 14,28 | 56 |
| 3                         | Fabian Blondeel  | 2:4 | 215   | 31    | 6,93 | 10,00 | 35 |
| 4                         | Axel Höpken      | 0:6 | 153   | 36    | 4,25 | –     | 15 |
| Gruppendurchschnitt: 7,09 |                  |     |       |       |      |       |    |

| Platz                     | Name               | MP  | Pkte. | Aufn. | GD   | BED   | HS |
| ------------------------- | ------------------ | --- | ----- | ----- | ---- | ----- | -- |
| 1                         | Thomas Wildförster | 6:0 | 300   | 34    | 8,82 | 11,11 | 58 |
| 2                         | Torsten Anders     | 2:4 | 236   | 40    | 5,90 | 7,69  | 35 |
| 3                         | Frank Jungfleisch  | 2:4 | 207   | 43    | 4,81 | 6,66  | 25 |
| 4                         | Willi Steinberger  | 2:4 | 170   | 45    | 3,77 | 5,26  | 27 |
| Gruppendurchschnitt: 5,63 |                    |     |       |       |      |       |    |

| Platz                     | Name              | MP  | Pkte. | Aufn. | GD   | BED   | HS |
| ------------------------- | ----------------- | --- | ----- | ----- | ---- | ----- | -- |
| 1                         | Dieter Großjung   | 4:2 | 266   | 40    | 6,65 | 10,00 | 39 |
| 2                         | Christian Zöllner | 4:2 | 209   | 56    | 3,73 | 3,95  | 30 |
| 3                         | Norbert Ohagen    | 3:3 | 266   | 45    | 5,91 | 6,25  | 34 |
| 4                         | Orhan Erogul      | 1:5 | 178   | 49    | 3,63 | 5,26  | 21 |
| Gruppendurchschnitt: 4,83 |                   |     |       |       |      |       |    |

### Finalrunde
| Halbfinale         |     |     |    |       |       |    |
| Wolfgang Zenkner   | 2:0 | 150 | 10 | 15,00 | 15,00 | 40 |
| Dieter Großjung    | 0:2 | 72  | 10 | 7,20  | –     | 34 |
| Thomas Wildförster | 0:2 | 137 | 18 | 7,61  | –     | 31 |
| Günter Siebert     | 2:0 | 150 | 18 | 8,33  | 8,33  | 26 |
| Spiel um Platz 3   |     |     |    |       |       |    |
| Dieter Großjung    | 2:0 | 150 | 27 | 5,55  | 5,55  | 52 |
| Thomas Wildförster | 0:2 | 145 | 27 | 5,37  | –     | 40 |
| Finale             |     |     |    |       |       |    |
| Wolfgang Zenkner   | 2:0 | 150 | 14 | 10,71 | 10,71 | 51 |
| Günter Siebert     | 0:2 | 64  | 14 | 4,57  | –     | 12 |

### Abschlusstabelle
| MP    | Match Punkte (Sieger = 2; Unentschieden = 1; Verlierer = 0) |
| SV    | Satzverhältnis (nur bei Turnieren im Satzsystem)            |
| Pkte. | Erzielte Karambolagen                                       |
| Aufn. | benötigte Aufnahmen                                         |
| GD    | Generaldurchschnitt                                         |
| MGD   | Mannschafts-Generaldurchschnitt                             |
| BED   | Bester Einzeldurchschnitt eines Spielers                    |
| BEMD  | Bester Einzeldurchschnitt einer Mannschaft                  |
| BSD   | Bester Satzdurchschnitt eines Spielers                      |
| HS    | Höchstserie                                                 |
| WRP   | Weltranglistenpunkte                                        |

| Klassement                | Klassement         | Klassement | Klassement | Klassement | Klassement | Klassement | Klassement | Klassement | Klassement |
| Platz                     | Name               | MP         | Pkte.      | Aufn.      | GD         | BED        | HS         |            |            |
| ------------------------- | ------------------ | ---------- | ---------- | ---------- | ---------- | ---------- | ---------- | ---------- | ---------- |
| 1                         | Wolfgang Zenkner   | 10:0       | 600        | 59         | 10,16      | 15,00      | 85         |            |            |
| 2                         | Günter Siebert     | 6:4        | 483        | 62         | 7,79       | 14,28      | 56         |            |            |
| 3                         | Dieter Großjung    | 6:4        | 488        | 77         | 6,33       | 10,00      | 52         |            |            |
| 4                         | Thomas Wildförster | 6:4        | 582        | 79         | 7,36       | 11,11      | 58         |            |            |
| 5                         | Christian Zöllner  | 4:2        | 209        | 56         | 3,73       | 3,95       | 30         |            |            |
| 6                         | Torsten Anders     | 2:4        | 236        | 40         | 5,90       | 7,69       | 35         |            |            |
| 7                         | Norbert Ohagen     | 3:3        | 266        | 45         | 5,91       | 6,25       | 34         |            |            |
| 8                         | Fabian Blondeel    | 2:4        | 215        | 31         | 6,93       | 10,00      | 35         |            |            |
| 9                         | Frank Jungfleisch  | 2:4        | 207        | 43         | 4,81       | 6,66       | 25         |            |            |
| 10                        | Willi Steinberger  | 2:4        | 170        | 45         | 3,77       | 5,26       | 27         |            |            |
| 11                        | Orhan Erogul       | 1:5        | 178        | 49         | 3,63       | 5,26       | 21         |            |            |
| 12                        | Axel Höpken        | 0:6        | 153        | 36         | 4,25       | –          | 15         |            |            |
| Turnierdurchschnitt: 6,08 |                    |            |            |            |            |            |            |            |            |